# 바호 라 미스마 피엘
《바호 라 미스마 피엘》(스페인어: Bajo la misma piel)은 2003년 방영된 멕시코의 텔레노벨라이다.